# Liste der Bodendenkmäler in Iphofen
Auf dieser Seite sind die Bodendenkmäler in der unterfränkischen Stadt Iphofen zusammengestellt. Diese Tabelle ist eine Teilliste der Liste der Bodendenkmäler in Bayern. Grundlage ist die Bayerische Denkmalliste, die auf Basis des Bayerischen Denkmalschutzgesetzes vom 1. Oktober 1973 erstmals erstellt wurde und seither durch das Bayerische Landesamt für Denkmalpflege geführt wird. Die folgenden Angaben ersetzen nicht die rechtsverbindliche Auskunft der Denkmalschutzbehörde.

## Bodendenkmäler in Iphofen
| Lage       | Objekt                                                                                                | Akten-Nr.     | Bild |
| ---------- | --- | ------------- | ---- |
| (Standort) | Pingenfeld vor- und frühgeschichtlicher oder mittelalterlicher Zeitstellung.                          | D-6-6227-0026 |      |
| (Standort) | Bestattungsplatz mit Grabhügel vorgeschichtlicher Zeitstellung.                                       | D-6-6227-0030 |      |
| (Standort) | Siedlung vor- und frühgeschichtlicher Zeitstellung.                                                   | D-6-6227-0084 |      |
| (Standort) | Untertägige Bauteile der spätmittelalterlichen bis frühneuzeitlichen Kath. Stadtpfarrkirche           | D-6-6227-0108 |      |
| (Standort) | Untertägige Bauteile der spätmittelalterlichen bis frühneuzeitlichen Kath. Wallfahrtskirche           | D-6-6227-0109 |      |
| (Standort) | Untertägige Bauteile der spätmittelalterlichen bis frühneuzeitlichen Spitalkirche St. Johann          | D-6-6227-0110 |      |
| (Standort) | Untertägige Bauteile der spätmittelalterlichen Kath. Friedhofskapelle St. Michael                     | D-6-6227-0111 |      |
| (Standort) | Fundamente der ehem. früh- bis spätmittelalterlichen Martinskirche von Iphofen                        | D-6-6227-0112 |      |
| (Standort) | Untertägige Bauteile der spätmittelalterlichen Stadtbefestigung im Bereich der „Neustadt“             | D-6-6227-0113 |      |
| (Standort) | Untertägige Bauteile der spätmittelalterlichen Befestigung der „Gräbenvorstadt“                       | D-6-6227-0114 |      |
| (Standort) | Untertägige Siedlungsteile des späten Mittelalters und der frühen Neuzeit                             | D-6-6227-0115 |      |
| (Standort) | Untertägige Siedlungsteile des Mittelalters und der frühen Neuzeit                                    | D-6-6227-0116 |      |
| (Standort) | Siedlung vorgeschichtlicher Zeitstellung sowie Wüstung des hohen und späten Mittelalters.             | D-6-6227-0117 |      |
| (Standort) | Wüstung des Mittelalters.                                                                             | D-6-6227-0185 |      |
| (Standort) | Bestattungsplatz mit Grabhügel vorgeschichtlicher Zeitstellung.                                       | D-6-6228-0008 |      |
| (Standort) | Pingenfeld vor- und frühgeschichtlicher oder mittelalterlicher Zeitstellung.                          | D-6-6228-0009 |      |
| (Standort) | Untertägige Bauteile der spätmittelalterlichen bis neuzeitlichen ehemaligen Stiftskirche              | D-6-6228-0016 |      |
| (Standort) | Untertägige Bauteile erhaltener Gebäude und Fundamente abgegangener Bauten des Mittelalters           | D-6-6228-0017 |      |
| (Standort) | Bestattungsplatz mit Grabhügeln vorgeschichtlicher Zeitstellung.                                      | D-6-6327-0022 |      |
| (Standort) | Bestattungsplatz mit Grabhügeln vorgeschichtlicher Zeitstellung.                                      | D-6-6327-0023 |      |
| (Standort) | Freilandstation des Mesolithikums und Siedlung des Neolithikums.                                      | D-6-6327-0026 |      |
| (Standort) | Körpergräber des Mittelalters oder der Neuzeit im Bereich eines Richtplatzes.                         | D-6-6327-0027 |      |
| (Standort) | Merowingerzeitliches Reihengräberfeld.                                                                | D-6-6327-0028 |      |
| (Standort) | Siedlung der Linearbandkeramik und des Mittelneolithikums.                                            | D-6-6327-0032 |      |
| (Standort) | Körpergräber vor- und frühgeschichtlicher Zeitstellung.                                               | D-6-6327-0033 |      |
| (Standort) | Siedlung der späten Urnenfelderzeit.                                                                  | D-6-6327-0035 |      |
| (Standort) | Bestattungsplatz mit Grabhügel vorgeschichtlicher Zeitstellung.                                       | D-6-6327-0037 |      |
| (Standort) | Bestattungsplatz mit Grabhügeln vorgeschichtlicher Zeitstellung.                                      | D-6-6327-0042 |      |
| (Standort) | Rechteckiges Grabenwerk vor- und frühgeschichtlicher Zeitstellung.                                    | D-6-6327-0094 |      |
| (Standort) | Siedlung vor- und frühgeschichtlicher Zeitstellung.                                                   | D-6-6327-0096 |      |
| (Standort) | Siedlung vor- und frühgeschichtlicher Zeitstellung.                                                   | D-6-6327-0097 |      |
| (Standort) | Siedlung vor- und frühgeschichtlicher Zeitstellung.                                                   | D-6-6327-0098 |      |
| (Standort) | Siedlung des Neolithikums und der Urnenfelderzeit.                                                    | D-6-6327-0099 |      |
| (Standort) | Siedlung vor- und frühgeschichtlicher Zeitstellung.                                                   | D-6-6327-0100 |      |
| (Standort) | Siedlung vor- und frühgeschichtlicher Zeitstellung.                                                   | D-6-6327-0101 |      |
| (Standort) | Siedlung des Jungneolithikums und der Hallstattzeit.                                                  | D-6-6327-0102 |      |
| (Standort) | Bestattungsplatz mit verebnetem vorgeschichtlichem Grabhügel.                                         | D-6-6327-0103 |      |
| (Standort) | Siedlung vor- und frühgeschichtlicher Zeitstellung.                                                   | D-6-6327-0104 |      |
| (Standort) | Siedlung vor- und frühgeschichtlicher Zeitstellung.                                                   | D-6-6327-0105 |      |
| (Standort) | Siedlung der Hallstattzeit und der Latènezeit sowie verebnete Grabhügel vorgeschichtlicher Zeit       | D-6-6327-0106 |      |
| (Standort) | Siedlung vor- und frühgeschichtlicher Zeitstellung.                                                   | D-6-6327-0107 |      |
| (Standort) | Siedlung vor- und frühgeschichtlicher Zeitstellung.                                                   | D-6-6327-0113 |      |
| (Standort) | Siedlung vor- und frühgeschichtlicher Zeitstellung.                                                   | D-6-6327-0114 |      |
| (Standort) | Siedlung der Linearbandkeramik.                                                                       | D-6-6327-0140 |      |
| (Standort) | Siedlung vor- und frühgeschichtlicher Zeitstellung.                                                   | D-6-6327-0149 |      |
| (Standort) | Siedlung vor- und frühgeschichtlicher Zeitstellung.                                                   | D-6-6327-0151 |      |
| (Standort) | Siedlung vor- und frühgeschichtlicher Zeitstellung.                                                   | D-6-6327-0164 |      |
| (Standort) | Siedlung vor- und frühgeschichtlicher Zeitstellung.                                                   | D-6-6327-0165 |      |
| (Standort) | Siedlung vor- und frühgeschichtlicher Zeitstellung.                                                   | D-6-6327-0166 |      |
| (Standort) | Wüstung des frühen bis späten Mittelalters.                                                           | D-6-6327-0168 |      |
| (Standort) | Siedlung vor- und frühgeschichtlicher Zeitstellung.                                                   | D-6-6327-0174 |      |
| (Standort) | Siedlung vor- und frühgeschichtlicher Zeitstellung.                                                   | D-6-6327-0175 |      |
| (Standort) | Siedlung der jüngeren Latènezeit.                                                                     | D-6-6327-0180 |      |
| (Standort) | Siedlung des Jungneolithikums und der Urnenfelderzeit.                                                | D-6-6327-0183 |      |
| (Standort) | Brandgräberfeld der Urnenfelderzeit.                                                                  | D-6-6327-0185 |      |
| (Standort) | Untertägige Bauteile der frühneuzeitlichen St.-Bonifatius-Kirche, Fundamente                          | D-6-6327-0193 |      |
| (Standort) | Untertägige Bauteile der spätmittelalterlichen und frühneuzeitlichen Kirchenburg                      | D-6-6327-0194 |      |
| (Standort) | Untertägige Bauteile der neuzeitlichen Friedhofskirche.                                               | D-6-6327-0195 |      |
| (Standort) | Siedlung der Linearbandkeramik sowie archäologische Befunde des frühen, hohen und späten Mittelalters | D-6-6327-0196 |      |
| (Standort) | Fundamente mittelalterlicher Vorgängerbauten der bestehenden Pfarrkirche.                             | D-6-6327-0198 |      |
| (Standort) | Untertägige Bauteile der frühneuzeitlichen Kirche und Fundamente mittelalterlicher Vorgängerbauten    | D-6-6327-0200 |      |
| (Standort) | Untertägige Teile der abgegangenen mittelalterlichen Dorfbefestigung von Dornheim.                    | D-6-6327-0205 |      |
| (Standort) | Untertägige Bauteile der neuzeitlichen St.-Laurentius-Kirche sowie Fundamente                         | D-6-6327-0206 |      |
| (Standort) | Untertägige Siedlungsteile des Früh-, Hoch- und Spätmittelalters sowie der frühen Neuzeit             | D-6-6327-0207 |      |
| (Standort) | Fundamente mittelalterlicher Vorgängerbauten der bestehenden Pfarrkirche                              | D-6-6327-0208 |      |
| (Standort) | Siedlung vor- und frühgeschichtlicher Zeitstellung.                                                   | D-6-6327-0210 |      |
| (Standort) | Wüstung des Mittelalters.                                                                             | D-6-6327-0261 |      |
| (Standort) | Siedlung und vermutlich Grabenanlage der Hallstattzeit und der Latènezeit.                            | D-6-6327-0264 |      |
| (Standort) | Siedlung der Urnenfelderzeit.                                                                         | D-6-6327-0267 |      |
| (Standort) | Siedlung der Linearbandkeramik.                                                                       | D-6-6327-0268 |      |
| (Standort) | Siedlung des Neolithikums und der Hallstattzeit.                                                      | D-6-6327-0269 |      |
| (Standort) | Doline mit fundführenden Sedimenten des Mittelneolithikums.                                           | D-6-6327-0271 |      |
| (Standort) | Bestattungsplatz mit Grabhügel vorgeschichtlicher Zeitstellung.                                       | D-6-6327-0274 |      |
| (Standort) | Siedlung des Neolithikums, der Metallzeiten und des frühen Mittelalters.                              | D-6-6327-0275 |      |
| (Standort) | Mittelalterlicher Burgstall „Steinbürg“.                                                              | D-6-6328-0001 |      |
| (Standort) | Bestattungsplatz mit Grabhügeln vorgeschichtlicher Zeitstellung.                                      | D-6-6328-0002 |      |
| (Standort) | Siedlung des Neolithikums, der jüngeren Latènezeit, der römischen Kaiserzeit und Wüstung              | D-6-6328-0003 |      |
| (Standort) | Freilandstation des Paläolithikums, Siedlung des Neolithikums, der jüngeren Latènezeit                | D-6-6328-0004 |      |
| (Standort) | Bestattungsplatz mit Grabhügel vorgeschichtlicher Zeitstellung.                                       | D-6-6328-0005 |      |
| (Standort) | Bestattungsplatz mit Grabhügel vorgeschichtlicher Zeitstellung.                                       | D-6-6328-0006 |      |
| (Standort) | Bestattungsplatz mit Grabhügeln vorgeschichtlicher Zeitstellung.                                      | D-6-6328-0007 |      |
| (Standort) | Siedlung der Hallstattzeit und der älteren Latènezeit.                                                | D-6-6328-0012 |      |
| (Standort) | Siedlung der Hallstattzeit und der älteren Latènezeit.                                                | D-6-6328-0013 |      |
| (Standort) | Freilandstation des Altpaläolithikums, des Mittelpaläolithikums und des Mesolithikums                 | D-6-6328-0014 |      |
| (Standort) | Bestattungsplatz mit Grabhügeln vorgeschichtlicher Zeitstellung.                                      | D-6-6328-0015 |      |